# Marko Došen
Marko Došen (Mušaluk, 7 luglio 1859 – Zagabria, 7 settembre 1944) è stato un politico croato.

## Biografia

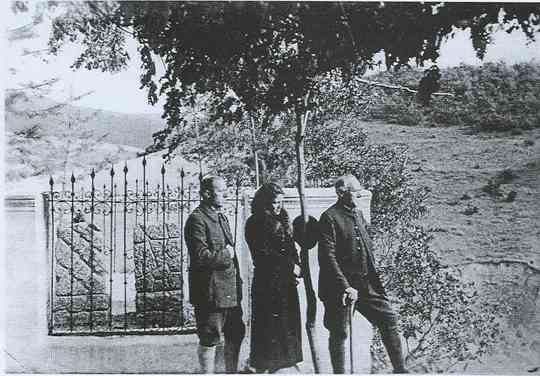
Ivan Mihaylov, Mencha Karnicheva e Marko Doshen

Nato a Mušaluk presso Gospić, Došen completò la scuola elementare nella Lika e una classe di ginnasio a Bjelovar. Si dedicò al commercio e nel 1890 si trasferì in Russia e a San Pietroburgo aprì una libreria. Insieme con uno storico russo pubblicò il saggio Hrvati i njihova borba s Austrijom ("I Croati e la loro battaglia contro l'Austria"). Tornò a Gospić nel 1893 e l'anno seguente fondò il settimanale Hrvat, che diresse per dieci anni. Fu deputato al parlamento croato dal 1913 al 1918 per il partito dei diritti di Ante Starčević.
Dopo il 1918 passò al partito repubblicano dei contadini (HRSS). Fu eletto all'assemblea nazionale del Regno di Jugoslavia nel 1920, nel 1923 e nel 1925. Dopo l'accordo fra Nikola Pašić e Stjepan Radić nel 1925 lasciò il partito repubblicano dei contadini di Radić.
Dopo che Alessandro I dichiarò una dittatura regia il 6 gennaio 1929, Došen divenne membro dell'organizzazione Ustascia che si opponeva al monarca. Fu uno degli organizzatori della rivolta dei Velebit nel 1932.
Dopo la proclamazione dello Stato Indipendente di Croazia fece ritorno nel paese. Nel 1942, a ottantun anni, divenne presidente del Sabor, una sorta di parlamento croato non eletto, che si richiamava alle storiche diete. Il Parlamento si riunì solo per poche sedute nel 1942, ma Marko Došen conservò la carica di presidente fino alla morte.
Il 30 novembre 1942 sollevò in un promemoria inviato al Poglavnik Ante Pavelić ampie critiche al regime degli Ustascia, che muovendo da una reazione agli eccessi dei cetnici nella porzione della Dalmazia controllata dagli italiani, si spinse a criticare i problemi interni del regime: la corruzione su vasta scala dei gerarchi; la duplicazione degli organi amministrativi dello Stato e del partito e i conseguenti dissidi; l'esistenza di due eserciti, regolare e di partito; l'esistenza di molti tipi diversi di tribunale. Denunciò anche i maltrattamenti e le esecuzioni arbitrarie nei campi di concentramento croati, di cui spesso cadevano vittime individui che non rappresentavano alcun pericolo per lo Stato, mentre la popolazione avvertiva una forte insicurezza per le persone e le proprietà. Chiese anche che il parlamento avesse una solida base rappresentativa della nazione e che potesse tornare a riunirsi.
Nessuna delle richieste del promemoria trovò accoglimento.